# II. třída okresu Tábor
II. třída okresu Tábor (Okresní přebor II. třídy) patří společně s ostatními druhými třídami mezi osmé nejvyšší fotbalové soutěže v Česku. Je řízena Okresním fotbalovým svazem Tábor. Účastní se ji 12 týmů z okresu okresu Tábor, každý s každým hraje jednou na domácím hřišti a jednou na hřišti soupeře. Celkem se tedy hraje 22 kol.

## Vítězové
| Ročník    | Vítězný tým                 |
| --------- | --------------------------- |
| 2003/2004 | Sokol Opařany               |
| 2004/2005 | TJ Sokol Sezimovo Ústí      |
| 2005/2006 | TJ Vlastiboř                |
| 2006/2007 | TJ Sokol Chotoviny „B“      |
| 2007/2008 | TJ Sokol Planá nad Lužnicí  |
| 2008/2009 | TJ Sokol Borotín            |
| 2009/2010 | TJ Sokol Želeč              |
| 2010/2011 | Fotbalový klub Táborsko „B“ |
| 2011/2012 | 1. FC Jistebnice            |
| 2012/2013 | FK Spartak Soběslav „B“     |
| 2013/2014 | TJ Sokol Mladá Vožice       |
| 2014/2015 | TJ Březnice                 |
| 2015/2016 | Sokol Lom                   |
| 2016/2017 | TJ Sokol Chotoviny          |
| 2017/2018 | SK KAVAS Větrovy            |
| 2018/2019 | TJ Březnice                 |
| 2019/2020 | 1. FC Jistebnice            |